# Anolis desechensis
Anolis desechensis (десечейський аноліс) — вид ігуаноподібних ящірок родини анолісових (Dactyloidae). Ендемік Пуерто-Рико.

## Поширення і екологія
Десечейські аноліси є ендеміками острова Десечео, розташованого на захід від Пуерто-Рико. Вони живуть на узліссях листяних рідколісь та в сухих, колючих чагарникових і кактусових заростях, трапляються в тріщинах серед скель. Живляться комахами, плодами і яйцями інших анолісів.